# Карбонат цинка
Карбона́т ци́нка (углеки́слый цинк, химическая формула — ZnCO3) — неорганическая цинковая соль угольной кислоты.
При стандартных условиях, карбонат цинка — это бесцветные кристаллы, практически не растворимые в воде.

## Нахождение в природе

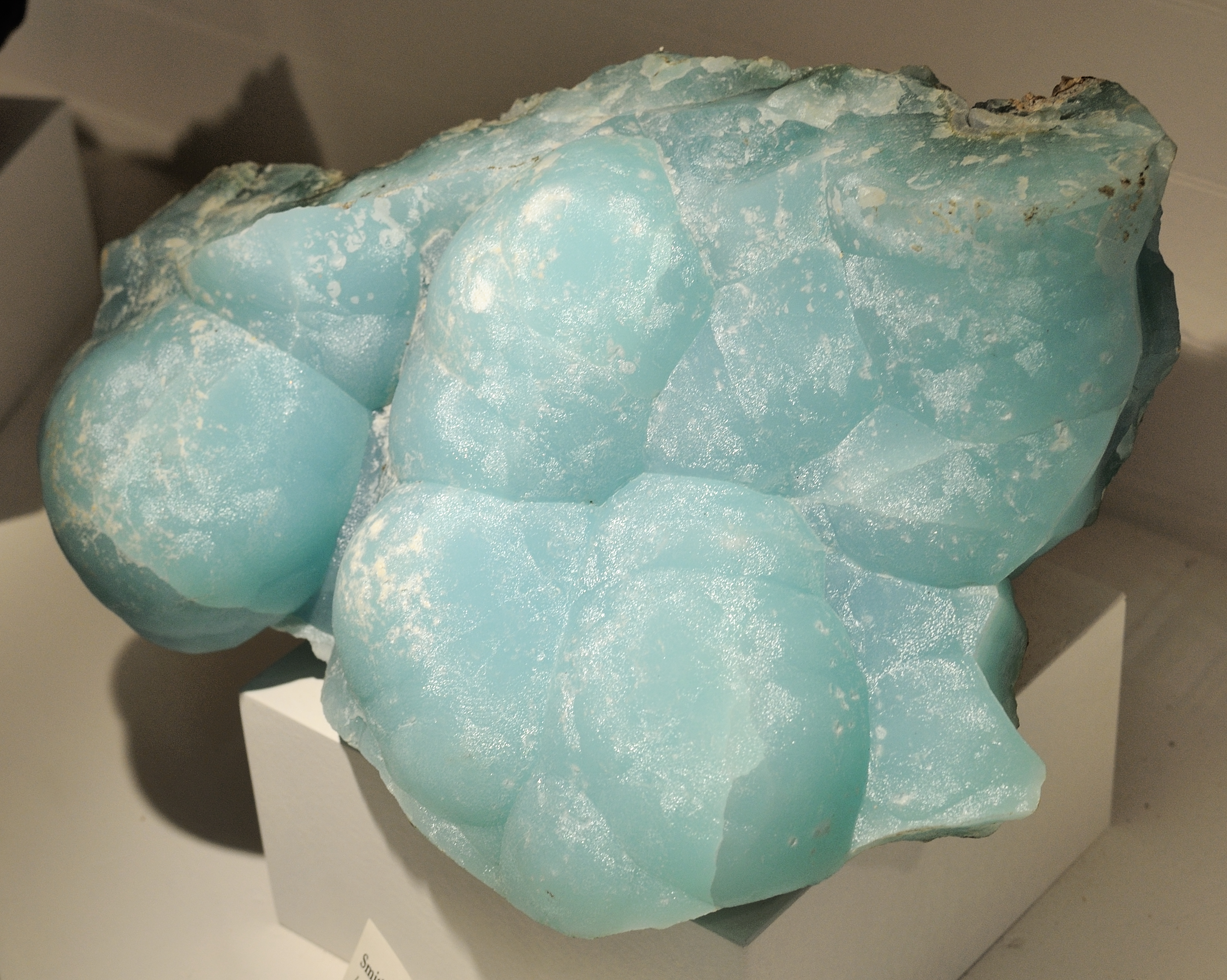
Крупный образец смитсонита, добытый из шахты Келли в Нью-Мексико.

В природе встречается минерал смитсонит — состоящий, в основном, из карбоната цинка ZnCO3 с примесями соединений меди, магния, марганца, железа, кобальта, кадмия.

## Физические свойства
Карбонат цинка образует бесцветные кристаллы тригональной сингонии, пространственная группа R 3c, параметры ячейки a = 0,9273 нм, c = 0,7510 нм, Z = 6.
Практически не растворяется в воде, р ПР = 9,8.
Вещество представляет собой нерасстворимый в воде белый порошок. Не имеет запаха и вкуса. Не расстворим в спиртах, аммиаке, кетонах. Не воспламеняется. 

## Химические свойства
- Разлагается при нагревании на оксид цинка и углекислый газ:

{\displaystyle {\ce {ZnCO3 ->[300^oC] ZnO{}+ CO2 ^}}}
• Реагирует с кислотами с образованием солей цинка,углекислого газа и воды:
{\displaystyle {\ce {ZnCO3 + 2HCl -> ZnCl2 + CO2 ^ + H2O}}}
{\displaystyle {\ce {ZnCO3 + H2SO4 ->ZnSO4 + CO2 ^ + H2O}}}

## Получение
- Действие раствором гидрокарбоната калия, насыщенного углекислотой на раствор растворимой соли цинка:

{\displaystyle \mathrm {Zn^{2+}+2HCO_{3}^{-}=ZnCO_{3}\downarrow +H_{2}O+CO_{2}\uparrow } }

## Применение
Карбонат цинка используется в производстве шёлка, в нефтехимической и химической промышленности, в производстве неорганических удобрений, в качестве катализатора. Используется в фармацевтике, для производства других соединений цинка. Карбонат цинка используется в качестве пищевой добавки для сельскохозяйственных животных, чаще всего для крупного рогатого скота. Также его добавляют в зубные пасты.
На основе карбоната цинка изготавливают белые и зелёные краски и косметику. Особенно часто карбонат цинка использовался в изготовлении зелёной Ринмановой зелени. Пигмент был назван в честь Свена Ринмана, открывшего его в 1780 году.

## Безопасность
Карбонат цинка не токсичен для организма как человека, так и животных. Вдыхании пыли или паров приводит к сухости в горле, кашлю и дискомфорту в груди, иногда может вызвать лихорадку и потливость. При проглатывании может вызвать тошноту и рвоту.